# Varanasi
Varanasi (sanskrt वाराणसी Vārāṇasī ), znano tudi kot Benares ([bə.naː.rəs]) ali Banaras (hindijsko बनारस, urdujsko بنارس, Banāras [bənɑːɾəs]) in Kaši (hindijsko काशी, urdujsko کاشی, Kāśī [kaː.ʃiː]) je mesto na levem (zahodnem) bregu reke Ganges v indijski zvezni državi Utar Pradeš. Ima osrednje mesto v tradicijah romanj, smrti in žalovanja v hindujskem svetu. Velja za hinduistično, budistično, džainistično in senthujsko sveto mesto. Mesto je eno najstarejših stalno naseljenih mest na svetu.
Je 692 kilometrov jugovzhodno od indijske prestolnice New Delhi in 320 kilometrov vzhodno od glavnega mesta Lucknowa. Leži 121 kilometrov dolvodno od Prajagraja, kjer je sotočje z reko Jamuno še eno pomembno hindujsko romarsko mesto.
Varanasi je eno najstarejših stalno naseljenih mest na svetu. Kaši, njegovo starodavno ime, je bilo povezano z istoimenskim kraljestvom pred 2500 leti. Levja prestolnica Ašoke v bližnjem Sarnathu je bila interpretirana kot spomin na Budovo prvo pridigo tam v 5. stoletju pr. n. št. V 8. stoletju je Adi Šankara ustanovil čaščenje Šive kot uradno sekto Varanasija. Tulsidas je v Varanasiju napisal svoj ep v jeziku Avadhi, Ramčaritmanas, gibanje Bhakti, predelava sanskrtske Ramajane. Več drugih pomembnih osebnosti gibanja Bhakti je bilo rojenih v Varanasiju, vključno s Kabirjem in Ravidasom. V 16. stoletju so radžputski plemiči v službi dvorov in vojske mogulskega cesarja Akbarja sponzorirali gradnjo ali nadaljnjo izboljšavo glavnega Šivinega templja v mestu; zgradili so tudi druge templje, vsi pa so kazali arhitekturni slog celotnega cesarstva. V skladu s pogodbo iz Faizabada je Vzhodnoindijska družba pridobila Benares leta 1775, mesto je pozneje zaporedoma postalo del divizije Benares v odstopljenih in osvojenih provincah, severozahodnih provincah in Združenih provincah, in po indijski neodvisnosti Utar Pradeš.

## Etimologija
Tradicionalna etimologija povezuje Varanasi z imeni dveh pritokov Gangesa, ki tvorita meje mesta: Varuna, ki še vedno teče v severnem Varanasiju in Assi, danes majhen potok v južnem delu mesta, blizu Assi Ghata. Staro mesto je na severni obali Gangesa, ki ga omejujeta Varuna in Assi.
V Mahabharati se mesto omenja kot Kāśī (काशी Kaši) iz sanskrtskega besednega korena kaś-- 'sijati', zaradi česar je Varanasi znan kot 'mesto svetlobe', »svetleče mesto kot ugledno sedež učenja«. Ime so uporabljali tudi romarji iz Budovih dni.
Hindujska verska besedila uporabljajo številne vzdevke v sanskrtu za označevanje Varanasija, kot so Kāśikā (prevod 'sijoči'), Avimukta (prevod 'nikoli zapuščen od Šive'), Ānandakānana (prevod 'gozd blaženosti'), Rudravāsa (v prevodu 'kraj, kjer prebiva Rudra') in Mahāšmashāna (v prevodu 'veliko upepeljevališče').

## Zgodovina

### Mitologija
Po hindujski mitologiji je Varanasi ustanovil Šiva, eno od treh glavnih božanstev poleg Brahme in Višnuja. Med spopadom med Brahmo in Šivo je slednji odtrgal eno od Brahminih petih glav. Kot je bila navada, je zmagovalec nesel glavo ubitega nasprotnika v roki in jo pustil, da mu je visela z roke, kot sramotno dejanje in znak lastne hrabrosti. V usta so dali tudi uzdo. Šiva je tako osramotil Brahmovo glavo in jo ves čas imel pri sebi. Ko je prišel v mesto Varanasi v tem stanju, je viseča Brahmina glava padla iz Šivine roke in izginila v zemlji. Varanasi zato velja za izjemno sveto mesto.
Pandave, skupina pet legendarnih bratov, Judhištira, Bhima, Ardžuna, Nakula in Sahadeva, protagonisti hindujskega epa Mahabharata, naj bi obiskali mesto v iskanju Šive, da bi se odkupili za svoje grehe bratomora in brahmahatje ('umor brahmana'), ki so jih zagrešili med vojno Kurukšetra. Velja za eno od sedmih svetih mest (Sapta Puri), ki lahko zagotovi mokšo; Ajodhja, Mathura, Haridvar, Kaši, Kanči, Avanti in Dvārakā je sedem mest, ki so znana kot osvoboditelji. Princesi Ambika in Ambalika iz Kašija sta bili poročeni z vladarjem Hastinapure Vičitravirjo, kasneje pa sta rodili Panduja in Dhritaraštro. Bhima, Pandujev sin, se je poročil s kašijsko princeso Valandharo in njuna zveza je povzročila rojstvo Sarvage, ki je pozneje vladal Kašiju. Dhritarašthrin najstarejši sin Durjodhana se je prav tako poročil s princeso Kaši Bhanumati, ki mu je kasneje rodila sina Lakšmana Kumara in hčer Lakšmanā.
Budistično besedilo Cakavatti Sīhanāda Sutta navaja idejo, da bo Varanasi nekega dne, v času Maitreje, postal legendarno kraljestvo Ketumati.

### Starodavno obdobje
Izkopavanja leta 2014 so privedla do odkritja artefaktov iz leta 800 pr. n. št. Nadaljnja izkopavanja v Aktha in Ramnagar, dveh lokacijah v bližini mesta, so odkrila artefakte iz leta 1800 pr. n. št., ki podpirajo stališče, da je bilo območje v tem času naseljeno.
V času Gautame Bude je bil Varanasi del kraljestva Kaši. Slavni kitajski popotnik Xuanzang, znan tudi kot Hiuen Tsiang, ki je mesto obiskal okoli leta 635 n. št., je potrdil, da je bilo mesto središče verskih in umetniških dejavnosti ter da se je raztezalo približno 5 kilometrov vzdolž zahodnega brega reke Ganges. Ko je Xuanzang v 7. stoletju obiskal Varanasi, ga je poimenoval Polonise (婆羅痆斯) in zapisal, da ima mesto okoli 30 templjev s približno 30 menihi. Verski pomen mesta je še naprej naraščal v 8. stoletju, ko je Adi Šankara ustanovil čaščenje Šive kot uradno sekto Varanasija.

### Srednjeveško obdobje
Čandradeva, ustanovitelj dinastije Gahadavala, je leta 1090 Banaras spremenil v drugo prestolnico. Leta 1194 n. št. je guridski osvajalec Muizuddin Muhamad Ghuri premagal sile Džajačandre v bitki pri Džamuni in nato opustošil mesto Varnasi, v katerem je bilo uničenih veliko templjev.
V srednjem veku je Varanasi ostal središče dejavnosti intelektualcev in teologov, kar je dodatno prispevalo k njegovemu slovesu kulturnega središča vere in izobraževanja. Več glavnih osebnosti gibanja Bhakti je bilo rojenih v Varanasiju, vključno s Kabirjem, ki se je rodil tukaj leta 1389, in Ravidasom, družbeno-verskim reformatorjem iz 15. stoletja, mistikom, pesnikom, popotnikom in duhovno osebnostjo, ki se je rodil in živel v mestu in bil zaposlen v usnjarski industriji.

### Obdobja zgodnjega novega veka do moderne (1500–1949)
- Litografija Jamesa Prinsepa (1832) brahmana, ki postavlja venec na najsvetejšo lokacijo v mestu
- Slika Edwina Lorda Weeksa (1883) iz Varanasija, Pogled iz Gangesa
- Ilustracija (1890) kopalnega gata v Varanasiju

Številni ugledni učenjaki in pridigarji so obiskali mesto iz cele Indije in Južne Azije. Guru Nanak je leta 1507 obiskal Varanasi v času festivala Maha Šivaratri (hindujski festival, ki ga vsako leto praznujemo v čast božanstvu Šivi med februarjem in marcem), potovanje, ki je imelo veliko vlogo pri ustanovitvi sikhizma.
Leta 1567 ali tam približno je mogolski cesar Džalaludin Muhamad Akbar na svojem pohodu iz Alahabada (sodobnega Prajagraja) oplenil mesto Varanasi. Vendar pa so kasneje Kačvaha Radžputski vladarji Amberja (sami mogulski vazali), predvsem pod Radžo Man Singhom, obnovili različne templje in Gate v mestu.
Radža iz Džaipurja je ustanovil Anapurna Mandir in v tem obdobju je bil dokončan tudi 200-metrski most Akbari. Prvi turisti so v mesto začeli prihajati v 16. stoletju.[52] Leta 1665 je francoski popotnik Jean-Baptiste Tavernier opisal arhitekturno lepoto templja Vindu Madhava na strani Gangesa. V tem obdobju se je izboljšala tudi cestna infrastruktura. Cesar Šer Šah Suri je cesto razširil od Kalkute do Pešavarja; pozneje v času Britanskega Raja je postala znana kot znamenita Grand Trunk Road. Leta 1656 je cesar Aurangzeb ukazal uničenje številnih templjev in gradnjo mošej, zaradi česar je mesto začasno nazadovalo. Vendar pa je po Aurangzebovi smrti večini Indije vladala konfederacija prohindujskih kraljev. Velik del sodobnega Varanasija je bil zgrajen v tem času, zlasti v 18. stoletju s strani vladarjev Maratha in Bhumihar Brahmin. Kralji, ki so vladali Varanasiju, so še naprej imeli moč in pomen skozi večino obdobja Britanskega raja, vključno z maharadžo iz Benaresa, ki so ga prebivalci Benarasa preprosto imenovali Kaši Nareš.
Kraljevini Benares so Moguli leta 1737 dali uradni status in na ta način se je začelo kraljestvo in nadaljevalo kot območje, ki ga je upravljala dinastija, do indijske neodvisnosti leta 1947, med vladavino Vibhuti Narajan Singha. V 18. stoletju je Muhamad Šah ukazal zgraditi observatorij na Gangesu, pritrjen na Man Mandir Ghat, namenjen odkrivanju nepopolnosti v koledarju, da bi revidirali obstoječe astronomske tabele. Turizem v mestu je začel cveteti v 18. stoletju. Ko je mogolska oblast oslabela, je posest zamindari Benares postala država Banaras, tako da je Balvant Singh iz dinastije Narajan ponovno prevzel nadzor nad ozemlji in se leta 1740 razglasil za maharadžo Benaresa. Močna klanska organizacija, na kateri so sloneli, je prinesla uspeh manj znanim hindujskim princem. V okrožjih Benares, Gorakhpur in Azamgarh je bilo kar 100.000 mož, ki so podpirali moč benareških radž. To se je izkazalo za odločilno prednost, ko se je dinastija v 1750-ih in 1760-ih soočila s tekmecem in nominalnim suzerenom, Navabom iz Oudha.
Izčrpavajoča gverilska vojna, ki jo je vladar Benaresa vodil proti taborišču Oudh s svojimi vojaki, je prisilila Navabe, da so umaknili svoje glavne sile. Regijo je leta 1775 Navab Oudhski nazadnje odstopil državi Benares, podrejeni Vzhodnoindijski družbi, ki je priznala Benares kot družinsko gospostvo. Leta 1791 pod vladavino Britancev je rezident Jonathan Duncan ustanovil Sanskrit College v Varanasiju. Leta 1867 je ustanovitev občinskega odbora Varanasi vodila do bistvenih izboljšav mestne infrastrukture in osnovnih ugodnosti zdravstvenih storitev, oskrbe s pitno vodo in sanitarij.
Rev. M. A. Sherring se v svoji knjigi The Sacred City of Hindus: An Account of Benaras in old and modern times, objavljeni leta 1868, sklicuje na popis prebivalstva, ki ga je izvedel James Prinsep, in navaja, da je skupno število templjev v mestu v 1830-ih okoli 1000. Piše:
Zgodovina države je včasih povzeta v zgodovini enega njenih glavnih mest. Mesto Benaras predstavlja Indijo versko in intelektualno, tako kot Pariz predstavlja politična čustva Francije. Malo je starodavnih mest na svetu in nobeno ni tako neprekinjeno ohranilo svojo starodavno slavo in razpoznavnost.
Avtor Mark Twain je leta 1897 o Varanasiju pisal:
Benares je starejši od zgodovine, starejši od tradicije, starejši celo od legende in je videti dvakrat starejši od vseh skupaj.
Benares je leta 1911 postal knežja država z Ramnagarjem kot glavnim mestom, vendar brez jurisdikcije nad ožjim mestom. Verski poglavar, Kaši Nareš, ima svoj sedež v utrdbi Ramnagar od 18. stoletja, ki je tudi skladišče zgodovine kraljev Varanasija, ki je vzhodno od Varanasija, na drugi strani Gangesa. Kaši Nareš globoko spoštujejo lokalni ljudje in glavni kulturni mecen; nekateri pobožni prebivalci ga imajo za utelešenje Šive.
Annie Besant je ustanovila Central Hindu College, ki je pozneje postal temelj za ustanovitev Banaras Hindu University leta 1916. Besantova je ustanovila kolidž, ker je želela »združiti moške vseh veroizpovedi pod idealom bratstva, da bi promovirali indijske kulturne vrednote in odstraniti slabo voljo med različnimi deli indijskega prebivalstva.«
Varanasi je bil leta 1947 predan Indijski zvezi in je po indijski neodvisnosti postal del Utar Pradeša. Vibhuti Narajan Singh je svoja ozemlja vključil v Združene province leta 1949.
- Maharadža Benaresa, v 1870-ih
- Karta mesta, ok. 1914
- Fotografija iz leta 1895 Varanasi na obrežju reke
- Ulice Varanasija se kopajo v obilici barv

### 21. stoletje
Narendra Modi, premier Indije od leta 2014, zastopa Varanasi v indijskem parlamentu od leta 2014. Modi je otvoril projekt Šri Kaši Višvanath Corridor, katerega cilj je bil povečati duhovno živahnost mesta s povezavo številnih gatov s templjem Kaši Višvanath, v decembru 2021.

## Geografija
Varanasi je na nadmorski višini 80,71 metra v središču doline Gangesa v severni Indiji, v vzhodnem delu zvezne države Utar Pradeš, ob levem bregu Gangesa v obliki polmeseca, v povprečju med 15 metri in 21 metri nad reko. Mesto je sedež okrožja Varanasi. Po cesti je Varanasi 797 kilometrov jugovzhodno od New Delhija, 320 kilometrov jugovzhodno od Lucknowa, 121 kilometrov vzhodno od Prajagraja in 63 kilometrov južno od Džaunpurja. »Urbana aglomeracija Varanasi« - aglomeracija sedmih mestnih podenot - pokriva površino 112 km². Soseske mesta so Adampura, Anandbagh, Bachchhaon, Bangali Tola, Bhelpura, Bulanala, Chaitganj, Chaukaghat, Chowk, Dhupchandi, Dumraon, Gandhinagar, Gautam Nagar, Giri Nagar, Gopal Vihar, Guru Nanak Nagar, Jaitpura, Kail Garh, Khanna, Kotwali, Lanka Manduadih, Luxa, Maheshpur, Mahmoorganj, Maulvibagh, Nagwar, Naipokhari, Shivala, Siddhagiribah in Sigra.
Dežela, ki je v Severnoindijskem nižavju, je zelo rodovitna, saj nizke poplave v Gangesu nenehno obnavljajo zemljo. Varanasi leži med sotočjem Gangesa z dvema rekama Varuna in Assi. Razdalja med obema sotočjema je približno 4 km in služi kot sveta popotniška pot za Hindujce, ki doseže vrhunec z obiskom templja Sakši Vinajak.

### Podnebje
V Varanasiju vlada vlažno subtropsko podnebje (Köppnova podnebna klasifikacija Cwa) z velikimi razlikami med poletnimi in zimskimi temperaturami. Sušno poletje se začne aprila in traja do junija, nato pa od julija do oktobra sledi monsunska sezona. Temperatura se poleti giblje med 22 in 46 °C. Pozimi so v Varanasiju zelo velike dnevne razlike, s toplimi dnevi in naravnost hladnimi nočmi. Hladni valovi iz območja Himalaje povzročajo padec temperatur po mestu pozimi od decembra do februarja in temperature pod 5 °C niso neobičajne. Povprečna letna količina padavin je 1110 mm. Megla je pogosta pozimi, medtem ko poleti pihajo vroči suhi vetrovi, imenovani loo. V zadnjih letih se je gladina Gangesa znatno zmanjšala; za to so morda krivi jezovi v zgornjem toku, neregulirano črpanje vode in vse manj ledeniških virov zaradi globalnega segrevanja.

## Pomembne znamenitosti
Poleg 19 arheoloških najdišč, ki jih je odkril Arheološki zavod Indije, so nekateri vidni zanimivi kraji Aghor Peeth, mošeja Alamgir, Ašokov steber, Bharat Kala Bhavan (umetniški muzej), Bharat Mata Mandir, Centralna univerza za tibetanske študije, tempelj Dhanvantari, tempelj Durga, Džantar Mantar, tempelj Kaši Višvanath, tempelj Sankat Močan Hanuman, tempelj Mahatma Gandhi Kaši Vidjapith, tempelj Šri Višvanath na kampusu BHU, utrdba Ramnagar, gati ob reki, tempelj Tulsi Manas.[148]

### Džantar Mantar
Observatorij Džantar Mantar, zgrajen leta 1737, je nad Gati ob Gangesu in meji na Manmandir in Dasasvamedh Ghat ter blizu palače DŽai Singha II. iz Džaipurja. Čeprav je manj opremljen kot observatorij v Džaipurju in Delhiju, ima Džantar Mantar edinstveno ekvatorialno sončno uro, ki deluje in omogoča, da meritve spremlja in beleži ena oseba.

### Utrdba Ramnagar
Utrdbo Ramnagar, ki stoji blizu Gangesa na njegovem vzhodnem bregu in nasproti Tulsi Ghata, je v 18. stoletju zgradil Kaši Nareš Radža Balvant Singh iz peščenjaka čunar. Utrdba je tipičen primer mogulske arhitekture z izrezljanimi balkoni, odprtimi dvorišči in slikovitimi paviljoni. Trenutno je utrdba v slabem stanju. Utrdba in njen muzej sta skladišče zgodovine kraljev Benaresa. Naveden kot 'ekscentrični' muzej, vsebuje redko zbirko ameriških starodobnih avtomobilov, limuzinske stole z dragulji, impresivno dvorano z orožjem in redko astrološko uro. Poleg tega so rokopisi, zlasti verski spisi, shranjeni v Sarasvati Bhavan, ki je del muzeja v trdnjavi. Del zbirk so tudi številne knjige, ilustrirane v mogulskem miniaturnem slogu. Zaradi svoje slikovite lokacije na bregovih Gangesa se pogosto uporablja kot prizorišče snemanja filmov na prostem.

### Gati
Gati v Varanasiju so svetovno znani nasipi, narejeni kot stopnice iz kamnitih plošč vzdolž rečnega brega, kjer romarji izvajajo obredno umivanje. Gati so sestavni del hindujskega koncepta božanskosti, predstavljenega v fizičnih, metafizičnih in nadnaravnih elementih. Varanasi ima vsaj 84 gatov, od katerih se večina uporablja za kopanje romarjev in duhovno pomembne hindujske puje, medtem ko se jih nekaj uporablja izključno kot hindujska mesta za upepeljevanje. Stopnice v gatih vodijo do bregov Gangesa, vključno z gatom Dašašvamedh, gatom Manikarnika, gatom Pančganga in gatom Hariščandra, kjer hindujci kremirajo svoje mrtve. Številni gati so povezani s hindujskimi legendami in več jih je zdaj v zasebni lasti.
Veliko gatov je bilo zgrajenih pod pokroviteljstvom Marathov, Šindejev (Scindias), Holkarjev, Bhonslesov in Pešvasov. Večina jih je kopalnih gatov, drugi pa se uporabljajo kot mesta za upepeljevanje. Jutranja vožnja s čolnom po Gangesu čez Gate je priljubljena turistična atrakcija. Obsežni odseki gatov v Varanasiju popestrijo rečno obalo z množico svetišč, templjev in palač, zgrajenih »niz na nivoju nad robom vode«.
Dašašvamedh Gat je glavni in verjetno najstarejši gat v Varanasiju, ki je blizu templja Kaši Višvanath.
Menijo, da je Brahma ustvaril ta gat, da bi pozdravil Šivo in žrtvoval deset konj med Dasa-Ašvamedha jadžno, ki je bila tam izvedena. Nad tem gatom in ob njem so tudi templji, posvečeni Sulatankesvari, Brahmesvari, Varahesvari, Abhaja Vinajaki, Gangi (Gangi) in Bandi Devi, ki so vsa pomembna romarska mesta. Skupina duhovnikov izvaja Agni Pooja (sanskrt 'Čaščenje ognja') vsak dan zvečer v tem gatu kot posvetitev Šivi, Gangi, Surji (soncu), Agniju (ognju) in celotnemu vesolju. Ob torkih in ob verskih praznikih potekajo posebni aartiji.
Manikarnika Gat je Mahasmasana, glavno mesto za hindujsko upepeljevanje v mestu. Ob gatu so dvignjene ploščadi, ki se uporabljajo za obrede ob obletnici smrti. Po mitu naj bi tu padel uhan Šive ali njegove žene Sati. Napisi iz obdobja Gupta iz 4. stoletja omenjajo ta gat. Vendar pa je bil sedanji gat kot stalni obrežni nasip zgrajen leta 1302 in je bil v svojem obstoju vsaj trikrat prenovljen.
Džain Ghat naj bi bil rojstni kraj Suparšvanatha (7. Tirthankara) in Paršvanatha (23. tirthankara). Džain Gat ali Bačraj Gat ima tri džainistične templje na bregovih reke. Domneva se, da so bili lastniki teh gatov Džain Maharadže. Eden od templjev je zelo starodavni tempelj Tirthankara Suparsvanath.
- Gati v Varanasiju
- Dašašvamedh Gat
- Manikarnika Gat
- Džain Gat/Bačraj Gat
- Kedar Gat v času Kartika Purnima

### Templji
Med približno 23.000 templji v Varanasiju so najbolj priljubljeni templji za čaščenje: Šivin tempelj Kaši Višvanath; tempelj Sankat Močan Hanuman; in tempelj Durga, znan po opicah, ki prebivajo na velikih bližnjih drevesih.
- Tempelj Kaši Višvanath, najpomembnejši tempelj v Varanasiju
- Šri Višvanath Mandir ima najvišji tempeljski stolp na svetu[42]
- Tempelj Durga Kund iz 18. stoletja
- Džainistični tempelj Paršvanath

- Tempelj Kaši Višvanath ob Gangesu je eden od 12 templjev Džjotirlinga Šiva v Varanasiju. Tempelj je bil v svojem obstoju večkrat uničen in ponovno zgrajen. Gjanvapi mošeja, ki meji na tempelj, je prvotno mesto templja.[43] Tempelj, ki je znan tudi kot zlati tempelj, je leta 1780 zgradila kraljica Ahiljabai Holkar iz Indore. Dva vrha templja sta prekrita z zlatom in ju je leta 1839 podaril Randžit Singh, vladar Pandžaba. Kupola naj bi bila pozlačena na predlog Ministrstva za kulturo in verske zadeve Utar Pradeša. V templju med 2.30 in 23. uro vsak dan potekajo številni obredi, molitve in aartiji.[44]
- Tempelj Sankat Mochan Hanuman, ki stoji ob reki Asi, je eden od svetih templjev hindujskega boga Hanumana.[45] Sedanji tempelj je v začetku leta 1900 zgradil pedagog in indijski neodvisnik Pandit Madan Mohan Malavija, ustanovitelj hindujske univerze Banaras.[46] Po hindujski legendi je bil tempelj zgrajen na mestu, kjer je imel srednjeveški hindujski svetnik Tulsidas vizijo Hanumana. Med terorističnim napadom 7. marca 2006 je ena od treh eksplozij zadela tempelj med poroko in povzročila poškodbe 30 ljudi poleg 23 smrtnih žrtev. Po napadu je bila v templju nameščena stalna policijska postaja.[47]
- V Varanasiju sta dva templja, posvečena boginji Durgi: Durga Mandir, zgrajen v 16. stoletju (natančen datum ni znan), in Durga Kund (sanskrtsko kund, kar pomeni 'ribnik ali bazen'), zgrajen v 18. stoletju. Veliko število hindujskih privržencev obišče Durga Kund med Navratrijem, da bi častili boginjo Durgo. Tempelj, zgrajen v arhitekturnem slogu Nagara, ima večnadstropne zvonike in je obarvan rdeče z oker, kar predstavlja rdečo barvo Durge. Stavba ima pravokoten rezervoar z vodo, imenovan Durga Kund. Med letnimi praznovanji Nag Pančamija je v Kundu poustvarjeno dejanje upodabljanja boga Višnuja, ki leži na kači Šeši.[48] Medtem ko je tempelj Anapurna, ki je v bližini templja Kaši Višvanath, posvečen Anapoorna devi, boginji hrane, je tempelj Sankatha, ki meji na Sindhia Gat, posvečen Sankathi, boginji zdravljenja. Tempelj Sankatha ima veliko skulpturo leva in skupino devetih manjših templjev, posvečenih devetim planetom.
- Džainistični tempelj Paršvanath je tempelj džainistične vere, posvečen Paršvanathu, 23. Thirthankari, ki se je rodil v Bhelpurju v Varanasiju. Malik v templju je črne barve in visok 75 centimetrov. Stoji se v Bhelapurju, približno 5 kilometrov od središča mesta Varanasi in 3 kilometre od hindujske univerze Benares. Spada v sekto džainizma Digambar in je sveto tirtha ali romarsko središče za džainiste.
- Drugi pomembni templji so: Bharat Mata Mandir, posvečen nacionalni personifikaciji Indije, ki ga je leta 1936 slovesno odprl Mahatma Gandhi, tempelj Kalabhairav, tempelj Mrithyunjay Mahadev in tempelj New Višvanath, ki je v kampusu BHU, Tulsi Manas Mandir.

### Mošeje
V Varanasiju je 15 mošej pomembne zgodovinske vrednosti. Posebej omembe vredni so Abdul Razzaq, Alamgir, Bibi Razia, Čaukhambha, Dhai Nim Kangore, Fatman, Gandže Šahada, Gjanavapi in Hazrat Sajed Salar Masud Dargah. Mnoge od teh mošej so bile zgrajene iz sestavnih delov hindujskih svetišč, ki so bila uničena pod okriljem poznejših muslimanskih osvajalcev ali vladarjev. Dve tako znani mošeji sta mošeja Gjanvapi in mošeja Alamgir.
Mošejo Gjanvapi je zgradil mogulski cesar Aurangzeb leta 1664 po uničenju hindujskega templja. Gjan Vapi (sanskrt 'vodnjak znanja'), ime mošeje, izhaja iz istoimenskega vodnjaka, ki je znotraj mošeje. Ostanki nekdanjega templja so vidni v temeljih, stebrih in na zadnjem delu mošeje. Fasada mošeje je delno oblikovana po vhodu v Tadž Mahal. Mošejo upravlja Anjuman Inthazamiya Masajid (AIM).
Mošejo Alamgiri je v 17. stoletju zgradil Aurangzeb na ruševinah hindujskega templja. Hindujski tempelj, ki je bil uničen, je bil posvečen Višnuju, zgradil pa ga je Beni Madhur Rao Scindia, poglavar Marathov. Ko je cesar Aurangzeb zavzel Banaras, je ukazal popolno uničenje vseh tamkajšnjih hindujskih templjev. Aurangzeb je nato zgradil mošejo nad ruševinami tega templja leta 1669 in jo poimenoval mošeja Alamagir v imenu lastnega častnega naslova Alamgir, ki ga je prevzel, potem ko je postal cesar Mogulskega cesarstva. Mošeja stoji na vidnem mestu nad Pančganga Gatom, ki je pogrebni gat, ki gleda na Ganges. Mošeja je arhitekturno mešanica islamske in hindujske arhitekture, zlasti zaradi spodnjega dela sten mošeje, ki je v celoti zgrajen z ostanki hindujskega templja. Mošeja ima visoke kupole in minarete. Dva minareta sta bila poškodovana; en minaret se je zrušil in ubil nekaj ljudi, drugi minaret pa je bil uradno porušen zaradi pomislekov glede stabilnosti. Nemuslimanom ni dovoljen vstop v mošejo. Mošeja ima varnostni kordon policije.

### Šri Guru Ravidass Janam Asthan
Šri Guru Ravidass Džanam Asthan, pri Sir Gobardhanu, je ultimativni romarski kraj ali verski sedež za privržence vere Ravidassia. Temeljni kamen je bil položen 14. junija 1965 na dan Ašad Sankranti v rojstnem kraju Ravidasa. Tempelj je bil dokončan leta 1994.

### Sarnath
Sarnath je 10 kilometrov severovzhodno od Varanasija blizu sotočja rek Ganges in Varuna v Utar Pradešu v Indiji. Jelenji park v Sarnathu je kraj, kjer je Gautama Buda prvič učil darmo in kjer je po razsvetljenju Kondanne nastala budistična sangha.
Mesto je Buda omenil kot enega od štirih romarskih krajev, kamor bi morali obiskati njegovi verni privrženci. To je bilo tudi mesto Budove Dhamacakapavatana sute, ki je bilo njegovo prvo učenje po doseganju razsvetljenja, v katerem je učil štiri plemenite resnice in učenja, povezana z njimi.

## Varanasi v umetnosti
Varanasi je glavno središče umetnosti in oblikovanja. Je proizvajalec svile in brokata z zlatimi in srebrnimi nitmi, tkanja preprog, lesenih igrač, zapestnic iz stekla, izdelkov iz slonovine, parfumov, umetniških izdelkov iz medenine in bakra ter različnih rokodelskih izdelkov. Kantonalno pokopališče Britanskega Raja je zdaj lokacija Varanasijeve umetnosti in obrti.
Pomembni umetniki (glasbeniki in plesalci) in zgodovinarji, ki so povezani z mestom, so Thakur Jaidev Singh, Mahadev Prasad Mishra, Bismillah Khan, Ravi Shankar, Girija Devi, Gopal Shankar Misra, Gopi Krishna, Kishan Maharaj, Lalmani Misra, Premlata Sharma, N Rajam, Siddheshwari Devi, Samta Prasad, Sitara Devi, [188] Chhannulal Mishra, Rajan Sajan Mishra, Ritwik Sanyal, Soma Ghosh, Devashish Dey, Ramkrishna Das in Harish Tiwari.

## Pobratena mesta
| Država   | Mesto    |
| -------- | -------- |
| Japonska | Kjoto    |
| Nepal    | Katmandu |